# Карма Пунцок Намг'ял
Карма Пунцок Намг'ял (тиб. ཀར་མ་ཕུན་ཚོགས་རྣམ་རྒྱལ་; 1587–1620) — г'ялпо (володар) Тибету в 1618—1620 роках.

## Життєпис
Син г'ялпо Карма Тутоб Намг'яла. 1603 року став співволодарем батька, отримавши володіння То. 1610 року післясмерті останнього всиновлений стрийком — г'ялпо Карма Тенсуном, після смерті якого 1611 року став поновладним г'ялпо Цангу.
Продовживктивну політику попередників в Західному іпівденному Тибеті. В кампанії 1612—1613 років підкорив державу Манґ'юл Гунгтханг в регіоні Нгарі, придушив спробу князівств Латодхо і Латочанг відновити самостійність.
1613 року виступив проти десі Міпхам Ванґюр Г'ялпо, що знову відновив підтримку секти Гелуг. Завдав супротивникові тяжкої поразки. 1614 року почалося протистояння з новим десі Міпхам Сонам Ванчуком, що дозволив Далай-ламі IV увійти до Лхаси. Війська Карма Пунцок Намг'яла завдали низки поразок десі, зайнявши на короткий термін Лхасу. В наступні місяці підкорив панства Лопа (на південь від Уя), Дагпо (на крайньому південному сході Уя), Пхануюл (на північ від Лхаси) та Неу (на південний схід від Лхаси).
Затвердившись фактично в Уї здійснив спробу замиритися з Далай-ламою IV з огляду на вплив секти Гелуг. Втім наближені того відмовили, посилаючись на те, що Далай-лама перебуває в медитаційному трансі. Карма Пунцок Намг'ял був глибоко ображений. Тому у грудні того ж року організував в Шигацзе збори світських ірелігійних діячів У-Цангу, де змусив обрати десі (регентом) Тибету Чоїнг Дордже, 10-го кармапу (чорнокапелюшника) секти Карма Каг'ю. Фактичну владу зберіг за собою.
Водночас втрутився у суперечку щодо втілення (тулку) Пеми Карпо, голови секти Друкпа Каг'ю: претендентами були Нгванг Намґ'ял і Пасанг Вангпо. 1614 року для вирішення зустрівся з першим претендентом, але той неповажно спілкувався з г'ялпо Цангу. Невдовзі прихильники Нгванг Намґ'яла побилися з людьми кармапи-десі Чоїнг Дордже. В результаті 1616 року Карма Пунцок Намг'ял визнав Пасанг Вангпо визнав справжнім перевтіленням, наказав схопити й стратити Нгванг Намґ'яла, але той втік до Бутану. Разом з тим того ж року завдав поразки роду Кійшопа в регіоні Уй, що забезпечував захист підходів до Лхаси.
1617 року відправив війська до Бутану з метою підкорення Нгванг Намґ'ял, але вони зазнали невдачі. Втім головним вважав боротьбу з Гелуг та її прихильниками. Наказав побудувати монастир Карма Каг'ю (чорнокапелюшників) в Шигадзе, який назвав Таші Зілнон («Придушувач Ташілхунпо»).
1618 року завдав поразки Міпхам Сонам Ванчуку, захопивши Лхасу, завдавши удару гелугським монастирям Дрепунг і Сера. За цим отримав від кармапи-десі Чоїнг Дордже право на світську владу над усім Тибетом.  Наказав перевести більшість ченців з монастирів секти Гелуг до секти Карма Каг'ю. 1619 року придушив спробу держави Манґ'юл Гунгтханг вийти з-під влади, ліквідувавши рештки автономного статусу.
1620 року Карма Пунцок Намг'ял захопив долину річки Ярлунг з резиденцією роду Пагмодрупа — Недонг, остаточно поваливши владу цієї династії. Але наприкінці березня того ж року помер від якоїсь хвороби, можливо натуральної віспи. Йому спадкував син Карма Тенкьон.